# Protopterna
Protopterna is een geslacht van vlinders van de familie bladrollers (Tortricidae), uit de onderfamilie Tortricinae.

## Soorten
- P. citrophanes Meyrick, 1921
- P. chalybias Meyrick, 1908
- P. eremia Yasuda & Razowski, 1991